# 최정화 (1985년)
최정화(1985년 12월 14일 ~ )는 대한민국의 배우이다.

## 연기 활동

### 드라마
- 2011년 MBC 일일시트콤 《하이킥! 짧은 다리의 역습》 ... 학교 선생님 역
- 2012년 MBC 아침드라마 《천사의 선택》 ... 이정아 역
- 2013년 KBS2 월화드라마 《직장의 신》 ... 직원 역
- 2013년 JTBC 월화드라마 《그녀의 신화》 ... 직원 역
- 2013년 KBS2 수목드라마 《비밀》 ... 기자 역
- 2013년 MBC 수목드라마 《내 손을 잡아》 ... 박팀장 역
- 2013년 MBC 수목드라마 《앙큼한 돌싱녀》 ... 직원 역
- 2014년 JTBC 수목드라마 《귀부인》 ... 친구 역
- 2014년 KBS2 수목드라마 《빅맨》 ... 기자 역
- 2014년 MBC 수목드라마 《개과천선》 ... 로펌직원 역
- 2014년 tvN 월화드라마 《마녀의 연애》 ... 큐레이터 역
- 2014년 MBC 아침드라마 《모두 다 김치》 ... 마트직원 역
- 2014년 SBS 특별기획 《끝없는 사랑》 ... 마사지사 역
- 2014년 JTBC 월화드라마 《유나의 거리》 ... 원무과 직원 역
- 2021년 넷플릭스 웹드라마 《무브 투 헤븐: 나는 유품정리사입니다》 ... 유치원 원장 역